# Theriella
Theriella là một chi nhện trong họ Salticidae.